# Funció de Clausen

Gràfic de la funció de Clausen (vermell) i (verd)

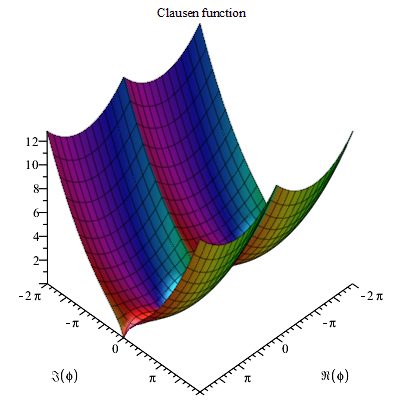
Funció de Clausen

En matemàtiques, la funció de Clausen, introduïda per Thomas Clausen (1832), és una funció especial transcendental d'una sola variable.
Es pot expressar en la forma d'una integral definida, una sèrie trigonomètrica i diverses altres funcions especials. Està connectada íntimament amb el polilogaritme, la integral de la tangent inversa, la funció poligamma, la funció zeta de Riemann, la funció eta de Dirichlet i la funció beta de Dirichlet.
La funció de Clausen d'ordre 2, sovint referida com la «funció Clausen» tot i ser una de les moltes classes, està donada per la integral:
{\displaystyle \operatorname {Cl} _{2}(\varphi )=-\int _{0}^{\varphi }\log \left|2\sin {\frac {x}{2}}\right|\,dx:}
En el rang {\displaystyle 0<\varphi <2\pi \,}, la funció sinus dins el signe de valor absolut segueix sent estrictament positiva, de manera que el símbol del valor absolut es pot ometre.
La funció Clausen també es pot representar en sèrie de Fourier:
{\displaystyle \operatorname {Cl} _{2}(\varphi )=\sum _{k=1}^{\infty }{\frac {\sin k\varphi }{k^{2}}}=\sin \varphi +{\frac {\sin 2\varphi }{2^{2}}}+{\frac {\sin 3\varphi }{3^{2}}}+{\frac {\sin 4\varphi }{4^{2}}}+\cdots }
Les funcions Clausen, com una classe de funcions, s'utilitzen àmpliament en moltes àrees de la investigació matemàtica moderna, sobretot en relació amb l'avaluació de moltes classes d'integrals logarítmiques i polilogarítmiques, totes dues definides i indefinides. També tenen nombroses aplicacions pel que fa a les sumes de les sèries hipergeométriques, sumes que impliquen la inversa del coeficient binomial central, sumes de la funció poligamma i sèries L de Dirichlet.

## Propietats bàsiques
La funció Clausen (d'ordre 2) té zeros simples en tot (nombre enter) múltiple de {\displaystyle \pi ,\,}, ja que si {\displaystyle k\in \mathbb {Z} \,} és un nombre enter, {\displaystyle \sin k\pi =0}:
{\displaystyle \operatorname {Cl} _{2}(m\pi )=0,\quad m=0,\,\pm 1,\,\pm 2,\,\pm 3,\,\cdots }
Té un màxim en: {\displaystyle \theta ={\frac {\pi }{3}}+2m\pi \quad [m\in \mathbb {Z} ]}
{\displaystyle \operatorname {Cl} _{2}\left({\frac {\pi }{3}}+2m\pi \right)=1.01494160\ldots }
i un mínim en: {\displaystyle \theta =-{\frac {\pi }{3}}+2m\pi \quad [m\in \mathbb {Z} ]}
{\displaystyle \operatorname {Cl} _{2}\left(-{\frac {\pi }{3}}+2m\pi \right)=-1.01494160\ldots }
Les següents propietats són conseqüències immediates de la definició de sèrie:
{\displaystyle \operatorname {Cl} _{2}(\theta +2m\pi )=\operatorname {Cl} _{2}(\theta )}
{\displaystyle \operatorname {Cl} _{2}(-\theta )=-\operatorname {Cl} _{2}(\theta )}

## Definició general
Més en general, es defineix les dues funcions generalitzades de Clausen:
{\displaystyle \operatorname {S} _{z}(\theta )=\sum _{k=1}^{\infty }{\frac {\sin k\theta }{k^{z}}}}
{\displaystyle \operatorname {C} _{z}(\theta )=\sum _{k=1}^{\infty }{\frac {\cos k\theta }{k^{z}}}}
que són vàlids per al complex z amb Re z >1. La definició es pot estendre a tot el pla complex a través continuació analítica.
Quan z és reemplaçat per un nombre enter no-negatiu, les funcions estàndard de Clausen es defineixen mitjançant la següent sèrie de Fourier:
{\displaystyle \operatorname {Cl} _{2m+2}(\theta )=\sum _{k=1}^{\infty }{\frac {\sin k\theta }{k^{2m+2}}}}
{\displaystyle \operatorname {Cl} _{2m+1}(\theta )=\sum _{k=1}^{\infty }{\frac {\cos k\theta }{k^{2m+1}}}}
{\displaystyle \operatorname {Sl} _{2m+2}(\theta )=\sum _{k=1}^{\infty }{\frac {\cos k\theta }{k^{2m+2}}}}
{\displaystyle \operatorname {Sl} _{2m+1}(\theta )=\sum _{k=1}^{\infty }{\frac {\sin k\theta }{k^{2m+1}}}}
Cal notar que les funcions de Clausen de tipus SL tenen la notació alternativa {\displaystyle \operatorname {Gl} _{m}(\theta )\,} i es refereixen a vegades com les funcions de Glaisher-Clausen (de James Whitbread Lee Glaisher, per tant, la notació GL).

## Relació amb els polinomis de Bernoulli
Les funcions de Clausen de tipus SL són polinomials en {\displaystyle \,\theta \,}, i estan estretament relacionades amb els polinomis de Bernoulli. Aquesta connexió es desprèn de les representacions de la sèrie de Fourier dels polinomis de Bernoulli:
{\displaystyle B_{2n-1}(x)={\frac {2(-1)^{n}(2n-1)!}{(2\pi )^{2n-1}}}\,\sum _{k=1}^{\infty }{\frac {\sin 2\pi kx}{k^{2n-1}}}.}
{\displaystyle B_{2n}(x)={\frac {2(-1)^{n-1}(2n)!}{(2\pi )^{2n}}}\,\sum _{k=1}^{\infty }{\frac {\cos 2\pi kx}{k^{2n}}}.}
Configurant {\displaystyle \,x=\theta /2\pi \,} en l'anterior i reordenant després els termes dona les següents expressions (polinomials) de forma tancada:
{\displaystyle \operatorname {Sl} _{2m}(\theta )={\frac {(-1)^{m-1}(2\pi )^{2m}}{2(2m)!}}B_{2m}\left({\frac {\theta }{2\pi }}\right),}
{\displaystyle \operatorname {Sl} _{2m-1}(\theta )={\frac {(-1)^{m}(2\pi )^{2m-1}}{2(2m-1)!}}B_{2m-1}\left({\frac {\theta }{2\pi }}\right),}
on els polinomis de Bernoulli {\displaystyle \,B_{n}(x)\,} es defineixen en funció dels nombres de Bernoulli {\displaystyle \,B_{n}\equiv B_{n}(0)\,} per la relació:
{\displaystyle B_{n}(x)=\sum _{j=0}^{n}{\binom {n}{j}}B_{j}x^{n-j}.}
Avaluacions explícites derivades dels anteriors inclouen:
{\displaystyle \operatorname {Sl} _{1}(\theta )={\frac {\pi }{2}}-{\frac {\theta }{2}},}
{\displaystyle \operatorname {Sl} _{2}(\theta )={\frac {\pi ^{2}}{6}}-{\frac {\pi \theta }{2}}+{\frac {\theta ^{2}}{4}},}
{\displaystyle \operatorname {Sl} _{3}(\theta )={\frac {\pi ^{2}\theta }{6}}-{\frac {\pi \theta ^{2}}{4}}+{\frac {\theta ^{3}}{12}},}
{\displaystyle \operatorname {Sl} _{4}(\theta )={\frac {\pi ^{4}}{90}}-{\frac {\pi ^{2}\theta ^{2}}{12}}+{\frac {\pi \theta ^{3}}{12}}-{\frac {\theta ^{4}}{48}}.}

## Fórmula de duplicació
Per {\displaystyle 0<\theta <\pi }, es pot provar directament la fórmula de duplicació en la definició d'integral:
{\displaystyle \operatorname {Cl} _{2}(2\theta )=2\operatorname {Cl} _{2}(\theta )-2\operatorname {Cl} _{2}(\pi -\theta )}
Les conseqüències immediates de la fórmula de duplicació, juntament amb l'ús del valor especial {\displaystyle \operatorname {Cl} _{2}\left({\frac {\pi }{2}}\right)=G}, inclouen la relacions:
{\displaystyle \operatorname {Cl} _{2}\left({\frac {\pi }{4}}\right)-\operatorname {Cl} _{2}\left({\frac {3\pi }{4}}\right)={\frac {G}{2}}}
{\displaystyle 2\operatorname {Cl} _{2}\left({\frac {\pi }{3}}\right)=3\operatorname {Cl} _{2}\left({\frac {2\pi }{3}}\right)}
Per a les funcions de Clausen d'ordre superior, les fórmules de duplicació es poden obtenir de la donada anteriorment; simplement substituint {\displaystyle \,\theta \,} amb la variable lliure {\displaystyle \,x\,} i integrant en l'interval {\displaystyle \,[0,\theta ].\,}Aplicant el mateix procés produeix diverses vegades:
{\displaystyle \operatorname {Cl} _{3}(2\theta )=4\operatorname {Cl} _{3}(\theta )+4\operatorname {Cl} _{3}(\pi -\theta )}
{\displaystyle \operatorname {Cl} _{4}(2\theta )=8\operatorname {Cl} _{4}(\theta )-8\operatorname {Cl} _{4}(\pi -\theta )}
{\displaystyle \operatorname {Cl} _{5}(2\theta )=16\operatorname {Cl} _{5}(\theta )+16\operatorname {Cl} _{5}(\pi -\theta )}
{\displaystyle \operatorname {Cl} _{6}(2\theta )=32\operatorname {Cl} _{6}(\theta )-32\operatorname {Cl} _{6}(\pi -\theta )}
I més en general, amb la inducció de {\displaystyle \,m,\,\,m\geq 1}
{\displaystyle \operatorname {Cl} _{m+1}(2\theta )=2^{m}{\Bigg [}\operatorname {Cl} _{m+1}(\theta )+(-1)^{m}\operatorname {Cl} _{m+1}(\pi -\theta ){\Bigg ]}}
L'ús generalitzat de la fórmula de duplicació permet una extensió del resultat de la funció de Clausen d'ordre 2, relacionant-la amb la constant del Catalan. Per {\displaystyle \,m\in \mathbb {Z} \geq 1\,}
{\displaystyle \operatorname {Cl} _{2m}\left({\frac {\pi }{2}}\right)=2^{2m-1}\left[\operatorname {Cl} _{2m}\left({\frac {\ }{p}}i4\right)-\operatorname {Cl} _{2m}\left({\frac {3\pi }{4}}\right)\right]=\beta (2m)}
On {\displaystyle \,\beta (x)\,}és la funció beta de Dirichlet.

### Demostració de la fórmula de duplicació
A partir de la definició integral,
{\displaystyle \operatorname {Cl} _{2}(2\theta )=-\int _{0}^{2\theta }\log {\Bigg |}2\sin {\frac {x}{2}}{\Bigg |}\,dx}
i aplicant la fórmula de duplicació de la funció sinus, {\displaystyle \sin 2x=2\sin {\frac {x}{2}}\cos {\frac {x}{2}}}, s'obté
{\displaystyle {\begin{aligned}&-\int _{0}^{2\theta }\log {\Bigg |}\left(2\sin {\frac {x}{4}}\right)\left(2\cos {\frac {x}{4}}\right){\Bigg |}\,dx\\={}&-\int _{0}^{2\theta }\log {\Bigg |}2\sin {\frac {x}{4}}{\Bigg |}\,dx-\int _{0}^{2\theta }\log {\Bigg |}2\cos {\frac {x}{4}}{\Bigg |}\,dx\end{aligned}}}
Aplicant la substitució {\displaystyle x=2y,dx=2\,dy} en les dues integrals:
{\displaystyle {\begin{aligned}&-2\int _{0}^{\theta }\log {\Bigg |}2\sin {\frac {x}{2}}{\Bigg |}\,dx-2\int _{0}^{\theta }\log {\Bigg |}2\cos {\frac {x}{2}}{\Bigg |}\,dx\\={}&2\,\operatorname {Cl} _{2}(\theta )-2\int _{0}^{\theta }\log {\Bigg |}2\cos {\frac {x}{2}}{\Bigg |}\,dx\end{aligned}}}
En aquesta última integral, substituint {\displaystyle y=\pi -x,\,x=\pi -y,\,dx=-dy} i utilitzant la identitat trigonomètrica {\displaystyle \cos(x-y)=\cos x\cos y-\sin x\sin y}, es pot veure que:
{\displaystyle {\begin{aligned}&\cos \left({\frac {\pi -y}{2}}\right)=\sin {\frac {y}{2}}\\\Longrightarrow \qquad &\operatorname {Cl} _{2}(2\theta )=2\,\operatorname {Cl} _{2}(\theta )-2\int _{0}^{\theta }\log {\Bigg |}2\cos {\frac {x}{2}}{\Bigg |}\,dx\\={}&2\,\operatorname {Cl} _{2}(\theta )+2\int _{\pi }^{\pi -\theta }\log {\Bigg |}2\sin {\frac {y}{2}}{\Bigg |}\,dy\\={}&2\,\operatorname {Cl} _{2}(\theta )-2\,\operatorname {Cl} _{2}(\pi -\theta )+2\,\operatorname {Cl} _{2}(\pi )\end{aligned}}}
{\displaystyle \operatorname {Cl} _{2}(\pi )=0\,}
Per tant,
{\displaystyle \operatorname {Cl} _{2}(2\theta )=2\,\operatorname {Cl} _{2}(\theta )-2\,\operatorname {Cl} _{2}(\pi -\theta )\,.\,\Box }

## Derivades de les funcions de Clausen d'ordre general
Derivant directament els desenvolupaments en sèrie de Fourier de les funcions de Clausen, s'obté:
{\displaystyle {\frac {d}{d\theta }}\operatorname {Cl} _{2m+2}(\theta )={\frac {d}{d\theta }}\sum _{k=1}^{\infty }{\frac {\sin k\theta }{k^{2m+2}}}=\sum _{k=1}^{\infty }{\frac {\cos k\theta }{k^{2m+1}}}=\operatorname {Cl} _{2m+1}(\theta )}
{\displaystyle {\frac {d}{d\theta }}\operatorname {Cl} _{2m+1}(\theta )={\frac {d}{d\theta }}\sum _{k=1}^{\infty }{\frac {\cos k\theta }{k^{2m+1}}}=-\sum _{k=1}^{\infty }{\frac {\sin k\theta }{k^{2m}}}=-\operatorname {Cl} _{2m}(\theta )}
{\displaystyle {\frac {d}{d\theta }}\operatorname {Sl} _{2m+2}(\theta )={\frac {d}{d\theta }}\sum _{k=1}^{\infty }{\frac {\cos k\theta }{k^{2m+2}}}=-\sum _{k=1}^{\infty }{\frac {\sin k\theta }{k^{2m+1}}}=-\operatorname {Sl} _{2m+1}(\theta )}
{\displaystyle {\frac {d}{d\theta }}\operatorname {Sl} _{2m+1}(\theta )={\frac {d}{d\theta }}\sum _{k=1}^{\infty }{\frac {\sin k\theta }{k^{2m+1}}}=\sum _{k=1}^{\infty }{\frac {\cos k\theta }{k^{2m}}}=\operatorname {Sl} _{2m}(\theta )}
Apel·lant al primer teorema fonamental del càlcul, també tenim:
{\displaystyle {\frac {d}{d\theta }}\operatorname {Cl} _{2}(\theta )={\frac {d}{d\theta }}\left[-\int _{0}^{\theta }\log {\Bigg |}2\sin {\frac {x}{2}}{\Bigg |}\,dx\,\right]=-\log {\Bigg |}2\sin {\frac {\theta }{2}}{\Bigg |}=\operatorname {Cl} _{1}(\theta )}

## Relació amb la integral de la tangent inversa
Es defineix la integral de la tangent inversa en l'interval {\displaystyle 0<z<1} com
{\displaystyle \operatorname {Ti} _{2}(z)=\int _{0}^{z}{\frac {\tan ^{-1}x}{x}}\,dx=\sum _{k=0}^{\infty }(-1)^{k}{\frac {z^{2k+1}}{(2k+1)^{2}}}}
Té la següent forma tancada en termes de la funció de Clausen:
{\displaystyle \operatorname {Ti} _{2}(\tan \theta )=\theta \log(\tan \theta )+{\frac {1}{2}}\operatorname {Cl} _{2}(2\theta )+{\frac {1}{2}}\operatorname {Cl} _{2}(\pi -2\theta )}

### Demostració de la relació amb la integral de la tangent inversa
De la definició de la integral de la tangent inversa, tenim
{\displaystyle \operatorname {Ti} _{2}(\tan \theta )=\int _{0}^{\tan \theta }{\frac {\tan ^{-1}x}{x}}\,dx}
Realitzant una integració per parts
{\displaystyle \int _{0}^{\tan \theta }{\frac {\tan ^{-1}x}{x}}\,dx=\tan ^{-1}x\log x\,{\Bigg |}_{0}^{\tan \theta }-\int _{0}^{\tan \theta }{\frac {\log x}{1+x^{2}}}\,dx=}
{\displaystyle \theta \log \tan \theta -\int _{0}^{\tan \theta }{\frac {\log x}{1+x^{2}}}\,dx}
Aplicant les substitucions {\displaystyle x=\tan y,\,y=\tan ^{-1}x,\,dy={\frac {dx}{1+x^{2}}}\,} obtenim
{\displaystyle \theta \log \tan \theta -\int _{0}^{\theta }\log(\tan y)\,dy}
Per l'última integral, apliquem la transformació {\displaystyle y=x/2,\,dy=dx/2\,} i aconseguim
{\displaystyle {\begin{aligned}&\theta \log \tan \theta -{\frac {1}{2}}\int _{0}^{2\theta }\log \left(\tan {\frac {x}{2}}\right)\,dx\\[6pt]={}&\theta \log \tan \theta -{\frac {1}{2}}\int _{0}^{2\theta }\log \left({\frac {\sin(x/2)}{\cos(x/2)}}\right)\,dx\\[6pt]={}&\theta \log \tan \theta -{\frac {1}{2}}\int _{0}^{2\theta }\log \left({\frac {2\sin(x/2)}{2\cos(x/2)}}\right)\,dx\\[6pt]={}&\theta \log \tan \theta -{\frac {1}{2}}\int _{0}^{2\theta }\log \left(2\sin {\frac {x}{2}}\right)\,dx+{\frac {1}{2}}\int _{0}^{2\theta }\log \left(2\cos {\frac {x}{2}}\right)\,dx\\[6pt]={}&\theta \log \tan \theta +{\frac {1}{2}}\operatorname {Cl} _{2}(2\theta )+{\frac {1}{2}}\int _{0}^{2\theta }\log \left(2\cos {\frac {x}{2}}\right)\,dx.\end{aligned}}}
Finalment, com amb la prova de la fórmula de duplicació, la substitució {\displaystyle x=(\pi -y)\,} redueix aquesta última part integral de
{\displaystyle \int _{0}^{2\theta }\log \left(2\cos {\frac {x}{2}}\right)\,dx=\operatorname {Cl} _{2}(\pi -2\theta )-\operatorname {Cl} _{2}(\pi )=\operatorname {Cl} _{2}(\pi -2\theta )}
així
{\displaystyle \operatorname {Ti} _{2}(\tan \theta )=\theta \log \tan \theta +{\frac {1}{2}}\operatorname {Cl} _{2}(2\theta )+{\frac {1}{2}}\operatorname {Cl} _{2}(\pi -2\theta )\,.\,\Box }

## Relació amb la funció G-Barnes
Per als nombres reals {\displaystyle 0<z<1}, la funció de Clausen d'ordre 2 es pot expressar en termes de la funció G-Barnes i la funció Gamma (d'Euler):
{\displaystyle \operatorname {Cl} _{2}(2\pi z)=2\pi \log \left({\frac {G(1-z)}{G(1+z)}}\right)-2\pi \log \left({\frac {\sin \pi z}{\pi }}\right)}
o de forma equivalent
{\displaystyle \operatorname {Cl} _{2}(2\pi z)=2\pi \log \left({\frac {G(1-z)}{G(z)}}\right)-2\pi \log \Gamma (z)-2\pi \log \left({\frac {\sin \pi z}{\pi }}\right)}

## Relació amb el polilogaritme
Les funcions de Clausen representen les parts real i imaginària del polilogaritme en la circumferència unitat:
{\displaystyle \operatorname {Cl} _{2m}(\theta )=\Im (\operatorname {Li} _{2m}(e^{i\theta })),\quad m\in \mathbb {Z} \geq 1}
{\displaystyle \operatorname {Cl} _{2m+1}(\theta )=\Re (\operatorname {Li} _{2m+1}(e^{i\theta })),\quad m\in \mathbb {Z} \geq 0}
Això es veu fàcilment apel·lant a la definició de la sèrie de polilogaritme.
{\displaystyle \operatorname {Li} _{n}(z)=\sum _{k=1}^{\infty }{\frac {z^{k}}{k^{n}}}\quad \Longrightarrow \operatorname {Li} _{n}\left(e^{i\theta }\right)=\sum _{k=1}^{\infty }{\frac {\left(e^{i\theta }\right)^{k}}{k^{n}}}=\sum _{k=1}^{\infty }{\frac {e^{ik\theta }}{k^{n}}}}
Pel teorema d'Euler,
{\displaystyle e^{i\theta }=\cos \theta +i\sin \theta }
i pel teorema de De Moivre (fórmula de De Moivre)
{\displaystyle (\cos \theta +i\sin \theta )^{k}=\cos k\theta +i\sin k\theta \quad \Rightarrow \operatorname {Li} _{n}\left(e^{i\theta }\right)=\sum _{k=1}^{\infty }{\frac {\cos k\theta }{k^{n}}}+i\,\sum _{k=1}^{\infty }{\frac {\sin k\theta }{k^{n}}}}
per tant
{\displaystyle \operatorname {Li} _{2m}\left(e^{i\theta }\right)=\sum _{k=1}^{\infty }{\frac {\cos k\theta }{k^{2m}}}+i\,\sum _{k=1}^{\infty }{\frac {\sin k\theta }{k^{2m}}}=\operatorname {Sl} _{2m}(\theta )+i\operatorname {Cl} _{2m}(\theta )}
{\displaystyle \operatorname {Li} _{2m+1}\left(e^{i\theta }\right)=\sum _{k=1}^{\infty }{\frac {\cos k\theta }{k^{2m+1}}}+i\,\sum _{k=1}^{\infty }{\frac {\sin k\theta }{k^{2m+1}}}=\operatorname {Cl} _{2m+1}(\theta )+i\operatorname {Sl} _{2m+1}(\theta )}

## Relació amb la funció poligamma
Les funcions de Clausen estan íntimament relacionades amb la funció poligamma. De fet, és possible expressar les funcions de Clausen com combinacions lineals de funcions de sinus i funció poligamma. Una d'aquestes relacions es mostra aquí ies demostra a continuació:
{\displaystyle \operatorname {Cl} _{2m}\left({\frac {q\pi }{p}}\right)={\frac {1}{(2p)^{2m}(2m-1)!}}\,\sum _{j=1}^{p}\sin \left({\tfrac {qj\pi }{p}}\right)\,\left[\psi _{2m-1}\left({\tfrac {j}{2p}}\right)+(-1)^{q}\psi _{2m-1}\left({\tfrac {j+p}{2p}}\right)\right]}
Siguin {\displaystyle \,p\,}i {\displaystyle \,q\,} dos nombres enters positius, tal que {\displaystyle \,q/p\,} és un nombre racional {\displaystyle \,0<q/p<1\,} i, a continuació, per la definició de les sèries per a la funció d'ordre superior Clausen (fins i tot d'índex):
{\displaystyle \operatorname {Cl} _{2m}\left({\frac {q\pi }{p}}\right)=\sum _{k=1}^{\infty }{\frac {\sin(kq\pi /p)}{k^{2m}}}}
dividim aquesta suma exactament en p parts, de manera que la primera sèrie conté tot, i només, aquests termes congruents a {\displaystyle \,kp+1,\,} la segona sèrie conté tots els termes congruents a {\displaystyle \,kp+2,\,} etc., fins a la part final d'ordre p, que contenen tots els termes congruents a {\displaystyle \,kp+p\,}
{\displaystyle {\begin{aligned}&\operatorname {Cl} _{2m}\left({\frac {q\pi }{p}}\right)\\={}&\sum _{k=0}^{\infty }{\frac {\sin \left[(kp+1){\frac {q\pi }{p}}\right]}{(kp+1)^{2m}}}+\sum _{k=0}^{\infty }{\frac {\sin \left[(kp+2){\frac {q\pi }{p}}\right]}{(kp+2)^{2m}}}+\sum _{k=0}^{\infty }{\frac {\sin \left[(kp+3){\frac {q\pi }{p}}\right]}{(kp+3)^{2m}}}+\cdots \\&\cdots +\sum _{k=0}^{\infty }{\frac {\sin \left[(kp+p-2){\frac {q\pi }{p}}\right]}{(kp+p-2)^{2m}}}+\sum _{k=0}^{\infty }{\frac {\sin \left[(kp+p-1){\frac {q\pi }{p}}\right]}{(kp+p-1)^{2m}}}+\sum _{k=0}^{\infty }{\frac {\sin \left[(kp+p){\frac {q\pi }{p}}\right]}{(kp+p)^{2m}}}\end{aligned}}}
Podem indexar aquestes sumes per formar una suma doble:
{\displaystyle {\begin{aligned}&\operatorname {Cl} _{2m}\left({\frac {q\pi }{p}}\right)=\sum _{j=1}^{p}{\Bigg \{}\sum _{k=0}^{\infty }{\frac {\sin \left[(kp+j){\frac {q\pi }{p}}\right]}{(kp+j)^{2m}}}{\Bigg \}}\\={}&\sum _{j=1}^{p}{\frac {1}{p^{2m}}}{\Bigg \{}\sum _{k=0}^{\infty }{\frac {\sin \left[(kp+j){\frac {q\pi }{p}}\right]}{(k+(j/p))^{2m}}}{\Bigg \}}\end{aligned}}}
Aplicant la fórmula d'addició per a la funció sinus,{\displaystyle \,\sin(x+y)=\sin x\cos y+\cos x\sin y,\,}el terme sinusoidal en el numerador es converteix en:
{\displaystyle \sin \left[(kp+j){\frac {q\pi }{p}}\right]=\sin \left(kq\pi +{\frac {qj\pi }{p}}\right)=\sin kq\pi \cos {\frac {qj\pi }{p}}+\cos kq\pi \sin {\frac {qj\pi }{p}}}
{\displaystyle \sin m\pi \equiv 0,\quad \,\cos m\pi \equiv (-1)^{m}\quad \Longleftrightarrow m=0,\,\pm 1,\,\pm 2,\,\pm 3,\,\ldots }
{\displaystyle \sin \left[(kp+j){\frac {q\pi }{p}}\right]=(-1)^{kq}\sin {\frac {qj\pi }{p}}}
i com a conseqüència
{\displaystyle \operatorname {Cl} _{2m}\left({\frac {q\pi }{p}}\right)=\sum _{j=1}^{p}{\frac {1}{p^{2m}}}\sin \left({\frac {qj\pi }{p}}\right)\,{\Bigg \{}\sum _{k=0}^{\infty }{\frac {(-1)^{kq}}{(k+(j/p))^{2m}}}{\Bigg \}}}
Per convertir la suma interior de doble suma en una suma no alterna, dividim exactament en dues parts de la mateixa manera que la suma anterior es va dividir en p parts:
{\displaystyle {\begin{aligned}&\sum _{k=0}^{\infty }{\frac {(-1)^{kq}}{(k+(j/p))^{2m}}}=\sum _{k=0}^{\infty }{\frac {(-1)^{(2k)q}}{((2k)+(j/p))^{2m}}}+\sum _{k=0}^{\infty }{\frac {(-1)^{(2k+1)q}}{((2k+1)+(j/p))^{2m}}}\\={}&\sum _{k=0}^{\infty }{\frac {1}{(2k+(j/p))^{2m}}}+(-1)^{q}\,\sum _{k=0}^{\infty }{\frac {1}{(2k+1+(j/p))^{2m}}}\\={}&{\frac {1}{2^{p}}}\left[\sum _{k=0}^{\infty }{\frac {1}{(k+(j/2p))^{2m}}}+(-1)^{q}\,\sum _{k=0}^{\infty }{\frac {1}{(k+\left({\frac {j+p}{2p}}\right))^{2m}}}\right]\end{aligned}}}
Per {\displaystyle \,m\in \mathbb {Z} \geq 1\,}, la funció poligamma es pot representar amb la sèrie
{\displaystyle \psi _{m}(z)=(-1)^{m+1}m!\sum _{k=0}^{\infty }{\frac {1}{(k+z)^{m+1}}}}
Per tant, en termes de la funció poligamma, la suma interior anterior es converteix en:
{\displaystyle {\frac {1}{2^{2m}(2m-1)!}}\left[\psi _{2m-1}\left({\tfrac {j}{2p}}\right)+(-1)^{q}\psi _{2m-1}\left({\tfrac {j+p}{2p}}\right)\right]}
Afegint aquest terme entre la suma doble, dona el resultat desitjat
{\displaystyle \operatorname {Cl} _{2m}\left({\frac {q\pi }{p}}\right)={\frac {1}{(2p)^{2m}(2m-1)!}}\,\sum _{j=1}^{p}\sin \left({\tfrac {qj\pi }{p}}\right)\,\left[\psi _{2m-1}\left({\tfrac {j}{2p}}\right)+(-1)^{q}\psi _{2m-1}\left({\tfrac {j+p}{2p}}\right)\right]}

## Relació amb la integral log-sinus generalitzada
La integral log-sinus generalitzada es defineix per:
{\displaystyle {\mathcal {L}}s_{n}^{m}(\theta )=-\int _{0}^{\theta }x^{m}\log ^{n-m-1}{\Bigg |}2\sin {\frac {x}{2}}{\Bigg |}\,dx}
En aquesta notació generalitzada, la funció de Clausen es pot expressar en la forma:
{\displaystyle \operatorname {Cl} _{2}(\theta )={\mathcal {L}}s_{2}^{0}(\theta )}

## La relació de Kummer
Ernst Kummer i Rogers donen la relació
{\displaystyle \operatorname {Li} _{2}(e^{i\theta })=\zeta (2)-\theta (2\pi -\theta )/4+i\operatorname {Cl} _{2}(\theta )}
vàlida per {\displaystyle 0\leq \theta \leq 2\pi }.

## Relació amb la funció Lobachewsky
La funció Lobachevski (Λ o Л) és essencialment la mateixa funció amb un canvi de variable:
{\displaystyle \Lambda (\theta )=-\int _{0}^{\theta }\log |2\sin(t)|\,dt=\operatorname {Cl} _{2}(2\theta )/2}
encara que històricament el nom de «funció de Lobachevski» no és del tot precisa, com les fórmules de Lobachevski per al volum hiperbòlic que utilitzen la funció lleugerament diferent
{\displaystyle \int _{0}^{\theta }\log |\sec(t)|\,dt=\Lambda (\theta +\pi /2)+\theta \log 2.}

## Relació amb sèries L de Dirichlet
Per als valors racionals de {\displaystyle \theta /\pi } (és a dir, per a {\displaystyle \theta /\pi =p/q} per a alguns nombres enters p i q), la funció {\displaystyle \sin(n\theta )} pot ser entesa per representar una òrbita periòdica d'un element en el grup cíclic i, per tant, {\displaystyle \operatorname {Cl} _{s}(\theta )} es pot expressar com una simple suma que implica la funció zeta de Hurwitz. Això permet que les relacions entre certes sèries L de Dirichlet es puguin computar fàcilment.

## Acceleració de la sèrie
Una acceleració de la sèrie per a la funció de Clausen està donada per
{\displaystyle {\frac {\operatorname {Cl} _{2}(\theta )}{\theta }}=1-\log |\theta |+\sum _{n=1}^{\infty }{\frac {\zeta (2n)}{n(2n+1)}}\left({\frac {\theta }{2\pi }}\right)^{2n}}
la qual cosa és vàlida per {\displaystyle |\theta |<2\pi }. Aquí, {{\displaystyle \zeta (s)} és la funció zeta de Riemann. Una forma de convergència més ràpida està donada per
{\displaystyle {\frac {\operatorname {Cl} _{2}(\theta )}{\theta }}=3-\log \left[|\theta |\left(1-{\frac {\theta ^{2}}{4\pi ^{2}}}\right)\right]-{\frac {2\pi }{\theta }}\log \left({\frac {2\pi +\theta }{2\pi -\theta }}\right)+\sum _{n=1}^{\infty }{\frac {\zeta (2n)-1}{n(2n+1)}}\left({\frac {\theta }{2\pi }}\right)^{n}.}
El factor {\displaystyle \zeta (n)-1} ajuda a la convergència acostant-la ràpidament a zero per a valors grans de n.

## Valors especials
Alguns valors especials inclouen
{\displaystyle \operatorname {Cl} _{2}\left({\frac {\pi }{2}}\right)=G}
{\displaystyle \operatorname {Cl} _{2}\left({\frac {\pi }{3}}\right)=3\pi \log \left({\frac {G\left({\frac {2}{3}}\right)}{G\left({\frac {1}{3}}\right)}}\right)-3\pi \log \Gamma \left({\frac {1}{3}}\right)+\pi \log \left({\frac {2\pi }{\sqrt {3}}}\right)}
{\displaystyle \operatorname {Cl} _{2}\left({\frac {2\pi }{3}}\right)=2\pi \log \left({\frac {G\left({\frac {2}{3}}\right)}{G\left({\frac {1}{3}}\right)}}\right)-2\pi \log \Gamma \left({\frac {1}{3}}\right)+{\frac {2\pi }{3}}\log \left({\frac {2\pi }{\sqrt {3}}}\right)}
{\displaystyle \operatorname {Cl} _{2}\left({\frac {\pi }{4}}\right)=2\pi \log \left({\frac {G\left({\frac {7}{8}}\right)}{G\left({\frac {1}{8}}\right)}}\right)-2\pi \log \Gamma \left({\frac {1}{8}}\right)+{\frac {\pi }{4}}\log \left({\frac {2\pi }{\sqrt {2-{\sqrt {2}}}}}\right)}
{\displaystyle \operatorname {Cl} _{2}\left({\frac {3\pi }{4}}\right)=2\pi \log \left({\frac {G\left({\frac {5}{8}}\right)}{G\left({\frac {3}{8}}\right)}}\right)-2\pi \log \Gamma \left({\frac {3}{8}}\right)+{\frac {3\pi }{4}}\log \left({\frac {2\pi }{\sqrt {2+{\sqrt {2}}}}}\right)}
{\displaystyle \operatorname {Cl} _{2}\left({\frac {\pi }{6}}\right)=2\pi \log \left({\frac {G\left({\frac {11}{12}}\right)}{G\left({\frac {1}{12}}\right)}}\right)-2\pi \log \Gamma \left({\frac {1}{12}}\right)+{\frac {\pi }{6}}\log \left({\frac {2\pi {\sqrt {2}}}{{\sqrt {3}}-1}}\right)}
{\displaystyle \operatorname {Cl} _{2}\left({\frac {5\pi }{6}}\right)=2\pi \log \left({\frac {G\left({\frac {7}{12}}\right)}{G\left({\frac {5}{12}}\right)}}\right)-2\pi \log \Gamma \left({\frac {5}{12}}\right)+{\frac {5\pi }{6}}\log \left({\frac {2\pi {\sqrt {2}}}{{\sqrt {3}}+1}}\right)}

### Valors especials generalitzats
Alguns valors especials per a funcions de Clausen d'ordre superior inclouen 
{\displaystyle \operatorname {Cl} _{2m}t(0)=\operatorname {Cl} _{2m}(\pi )=\operatorname {Cl} _{2m}(2\pi )=0}
{\displaystyle \operatorname {Cl} _{2m}\left({\frac {\pi }{2}}\right)=\beta (2m)}
{\displaystyle \operatorname {Cl} _{2m+1}(0)=\operatorname {Cl} _{2m+1}(2\pi )=\zeta (2m+1)}
{\displaystyle \operatorname {Cl} _{2m+1}(\pi )=-\eta (2m+1)=-\left({\frac {2^{2m}-1}{2^{2m}}}\right)\zeta (2m+1)}
{\displaystyle \operatorname {Cl} _{2m+1}\left({\frac {\pi }{2}}\right)=-{\frac {1}{2^{2m+1}}}\eta (2m+1)=-\left({\frac {2^{2m}-1}{2^{4m+1}}}\right)\zeta (2m+1)}
on {\displaystyle G=\beta (2)} és la constant de Catalan, {\displaystyle \beta (x)} és la funció beta de Dirichlet, {\displaystyle \eta (x)} és la funció eta de Dirichlet, i {\displaystyle \zeta (x)} és la funció zeta de Riemann.
{\displaystyle \beta (x)=\sum _{k=0}^{\infty }{\frac {(-1)^{k}}{(2k+1)^{x}}}}

## Integrals de la funció directa
Les següents integrals es demostren fàcilment a partir de les representacions de la sèrie de la funció de Clausen:
{\displaystyle \int _{0}^{\theta }\operatorname {Cl} _{2m}(x)\,dx=\zeta (2m+1)-\operatorname {Cl} _{2m+1}(\theta )}
{\displaystyle \int _{0}^{\theta }\operatorname {Cl} _{2m+1}(x)\,dx=\operatorname {Cl} _{2m+2}(\theta )}
{\displaystyle \int _{0}^{\theta }\operatorname {Sl} _{2m}(x)\,dx=\operatorname {Sl} _{2m+1}(\theta )}
{\displaystyle \int _{0}^{\theta }\operatorname {Sl} _{2m+1}(x)\,dx=\zeta (2m+2)-\operatorname {Cl} _{2m+2}(\theta )}

## Avaluacions d'integrals que impliquen la funció directa
Un gran nombre de les integrals trigonomètriques i logaritme-trigonomètriques poden ser avaluades en termes de la funció de Clausen, i diverses constants matemàtiques comunes com {\displaystyle \,K\,}(constant de Catalan), {\displaystyle \,\log 2\,}, i els casos especials de la funció zeta, {\displaystyle \,\zeta (2)\,}i {\displaystyle \,\zeta (3)\,}.
Els exemples que figuren a continuació són una conseqüència directa de la representació integral de la funció de Clausen, i les proves requereixen poc més de trigonometria bàsica, la integració per parts, i la integració ocasional terme a terme de les definicions de les sèrie de Fourier de les funcions de Clausen.
{\displaystyle \int _{0}^{\theta }\log(\sin x)\,dx=-{\tfrac {1}{2}}\operatorname {Cl} _{2}(2\theta )-\theta \log 2}
{\displaystyle \int _{0}^{\theta }\log(\cos x)\,dx={\tfrac {1}{2}}\operatorname {Cl} _{2}(\pi -2\theta )-\theta \log 2}
{\displaystyle \int _{0}^{\theta }\log(\tan x)\,dx=-{\tfrac {1}{2}}\operatorname {Cl} _{2}(2\theta )-{\tfrac {1}{2}}\operatorname {Cl} _{2}(\pi -2\theta )}
{\displaystyle \int _{0}^{\theta }\log(1+\cos x)\,dx=2\operatorname {Cl} _{2}(\pi -\theta )-\theta \log 2}
{\displaystyle \int _{0}^{\theta }\log(1-\cos x)\,dx=-2\operatorname {Cl} _{2}(\theta )-\theta \log 2}
{\displaystyle \int _{0}^{\theta }\log(1+\sin x)\,dx=2G-2\operatorname {Cl} _{2}\left({\frac {\pi }{2}}+\theta \right)-\theta \log 2}
{\displaystyle \int _{0}^{\theta }\log(1-\sin x)\,dx=-2G+2\operatorname {Cl} _{2}\left({\frac {\pi }{2}}-\theta \right)-\theta \log 2}